# Łukasz Pietsch
Łukasz Damian Pietsch (ur. 30 maja 1977 w Gubinie) – polski artysta kabaretowy, kompozytor, pianista i aktor kabaretu Hrabi.

## Życiorys
Pochodzi z rodziny o muzycznych tradycjach – jego matka była organistką w kościele, on sam ma trzech braci-muzyków: Bartosza (basistę), Pawła (saksofonistę) i Karola (perkusistę). W młodości był ministrantem.
Ukończył podstawową szkołę muzyczną w Gubinie, uczęszczając do klasy akordeonu, po czym zaczął naukę w średniej szkole muzycznej w Zielonej Górze, również w klasie akordeonu, jednak zakończył ją po trzecim roku. Podczas nauki w liceum był organistą kościelnym, ukończył kurs organistowski. Następnie został absolwentem wychowania muzycznego na Uniwersytecie Zielonogórskim. Związany był z zespołem muzycznym „Evidence”. Dorabiał jako osoba obsługująca koncerty od strony technicznej.
Od 2002 jest aktorem i muzykiem w kabarecie Hrabi.
Poza działalnością estradową udziela się w sporcie. Z drużyną piłkarską HRABI.PL grał w lidze szóstek piłkarskich w Zielonej Górze. Jest organizatorem Tenisowych Mistrzostw Polski Artystów Kabaretowych, które od sierpnia 2014 cyklicznie odbywają się w Zielonej Górze. W 2014 w trakcie turnieju został Wicemistrzem Polski Artystów Kabaretowych, przegrywając z Tomaszem Jachimkiem. Wraz z Dariuszem Kamysem zdobyli drugie miejsce w grze podwójnej, przegrywając z Marcinem Dańcem i Zenonem Laskowikiem. Turniej w 2015 przyniósł mu tytuł Mistrza Polski Artystów Kabaretowych w grze pojedynczej.
Żonaty, ma dwie córki: Michalinę i Karolinę.